# Petteri Parkkisenniemi
Petteri Parkkisenniemi (ur. 28 czerwca 1984) – fiński siatkarz, występujący na pozycji rozgrywającego. Jest zawodnikiem fińskiej drużyny Sun Volley Oulu.

## Kluby
- 2002–2003 Pudasjärven Urheilijat
- 2003–2005 Perungan Pojat Rovaniem
- 2005–2006 Etta Oulu
- 2006–2009 Kempeleen Lentopallon
- 2009–     Sun Volley Oulu